# Rolim de Moura
Rolim de Moura is een gemeente in de Braziliaanse deelstaat Rondônia. De gemeente telt 57.074 inwoners (schatting 2017).

## Aangrenzende gemeenten
De gemeente grenst aan Alta Floresta d'Oeste, Cacoal, Castanheiras, Novo Horizonte do Oeste, Pimenta Bueno, Santa Luzia d'Oeste en São Felipe d'Oeste.